# 射影追跡回帰
射影追跡回帰（しゃえいついせきかいき、英: projection pursuit regression, PPR）とは、統計学における回帰モデルである。1981年に Jerome H. Friedman と Werner Stuetzle が発表した。このモデルは、説明変数に平滑化関数を適用する前に、最適な方向における説明変数データの行列を最初に予測するようにすることで、加法モデルを拡張したものである。
{\displaystyle f(X)=\sum _{m=1}^{M}g_{m}(w_{m}^{T}X)}
{\displaystyle X} は入力で縦ベクトル。{\displaystyle w_{m}} は縦ベクトルのパラメータ。{\displaystyle g_{m}} は非線形関数を使う。

## 参照
1. ↑  J.H. Friedman; W. Stuetzle (1981). “Projection Pursuit Regression”. Journal of the American Statistical Association 76:  817-823.